# Argon
Argon, (chemická značka Ar, latinsky Argon) je chemický prvek patřící mezi vzácné plyny, které tvoří přibližně 1 % zemské atmosféry.

## Základní fyzikálně-chemické vlastnosti

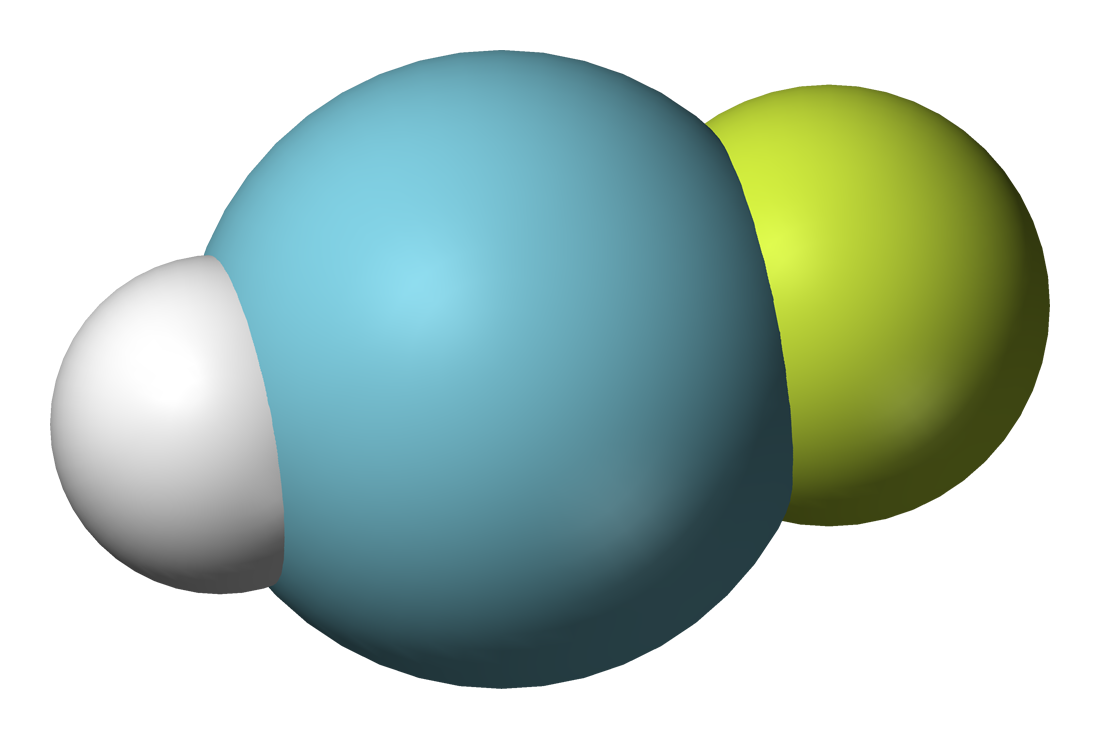
Jedna ze dvou doposud známých sloučenin argonu – HArF

Bezbarvý plyn, bez chuti a zápachu, velmi málo reaktivní. V 1 litru vody se rozpustí 33,6 ml argonu (je dokonce rozpustnější než kyslík). Ještě o něco lépe se rozpouští v nepolárních organických rozpouštědlech. Argon lze adsorbovat na aktivním uhlí.
Argon se stejně jako ostatní vzácné plyny snadno ionizuje a v ionizovaném stavu září. Toho se využívá v osvětlovací technice. Argon září při větší koncentraci červeně, při nižších přechází přes fialovou a modrou až k bílé barvě.
V roce 2000 byla připravena první sloučenina argonu - hydrofluorid argonu, HArF. Syntéza byla provedena reakcí argonu s fluorovodíkem v matrici z jodidu cesného při teplotě 8 K. Sloučenina je stabilní do teploty 40 K.

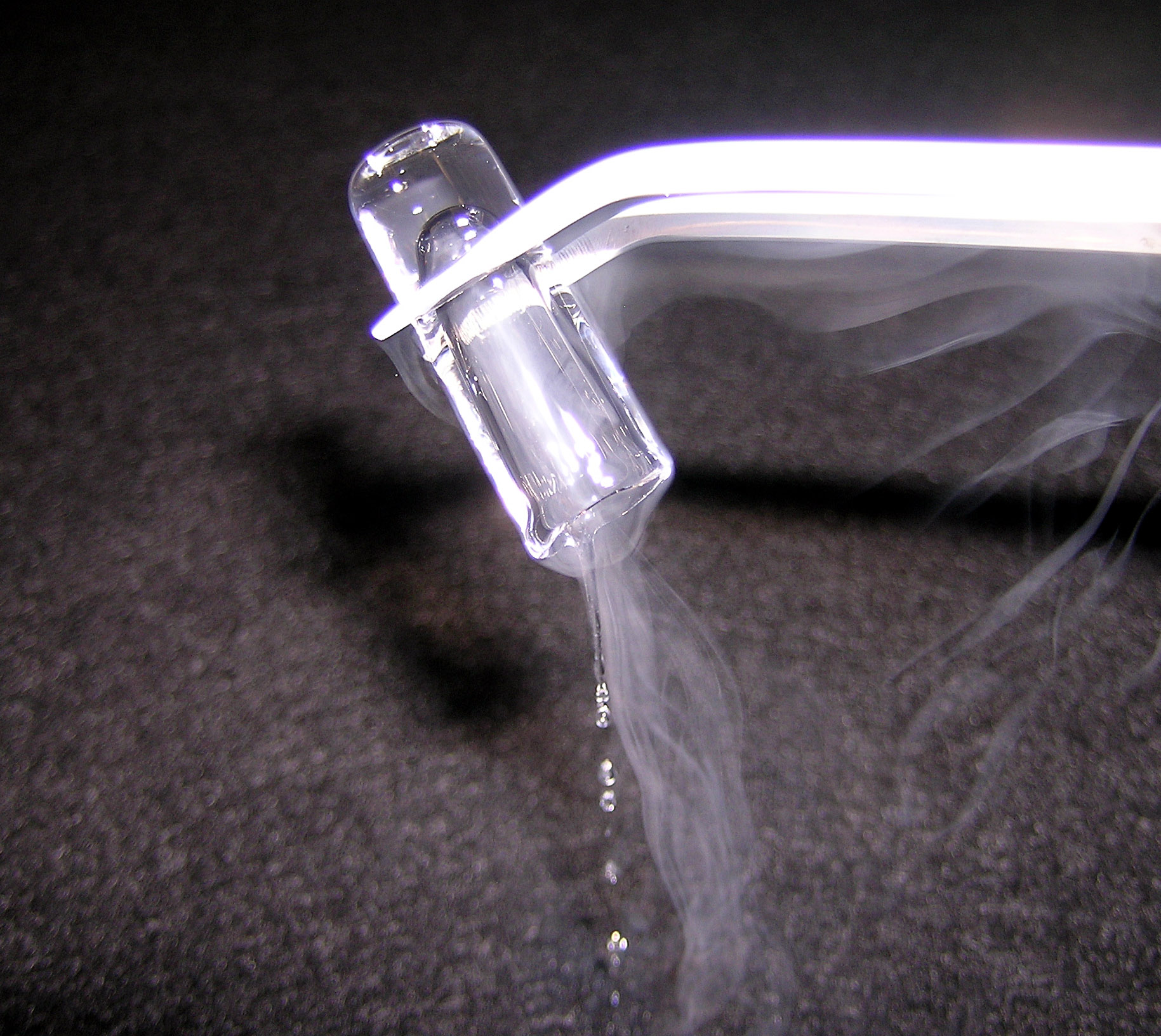
Kousek tajícího argonu

## Historický vývoj
Henry Cavendish a Joseph Priestley předpokládali přítomnost argonu ve vzduchu již v roce 1785, když se jim podařilo ze vzduchu odstranit kyslík (reakcí s rozžhavenou mědí), oxid uhličitý (rozpuštěním ve vodě) a dusík (působením elektrických výbojů na jeho směs s kyslíkem, při čemž vznikají oxidy dusíku a ty se rozpouští ve vodě za vzniku kyseliny dusičné). Plyn, který v nádobě zůstal, je atmosférický argon, který obsahuje pouze další vzácné plyny.
Objev argonu je oficiálně připisován lordu Rayleighovi a Williamu Ramsayovi roku 1894, kteří prvek objevili stejným způsobem jako Henry Cavendish a Joseph Priestley a pomocí zkoumání spektrálních čar došli k názoru, že se jedná o nový prvek a pojmenovali ho podle jeho netečnosti argon – líný.

## Výskyt a získávání
Argon je hojně zastoupen v zemské atmosféře. Tvoří přibližně její 1 % (ve 100 l vzduchu je 934 ml argonu) a je proto poměrně snadno získáván frakční destilací zkapalněného vzduchu. Atmosférický argon lze získat způsobem popsaným v historickém vývoji nebo frakční adsorpcí na aktivní uhlí při teplotě kapalného vzduchu.

## Využití

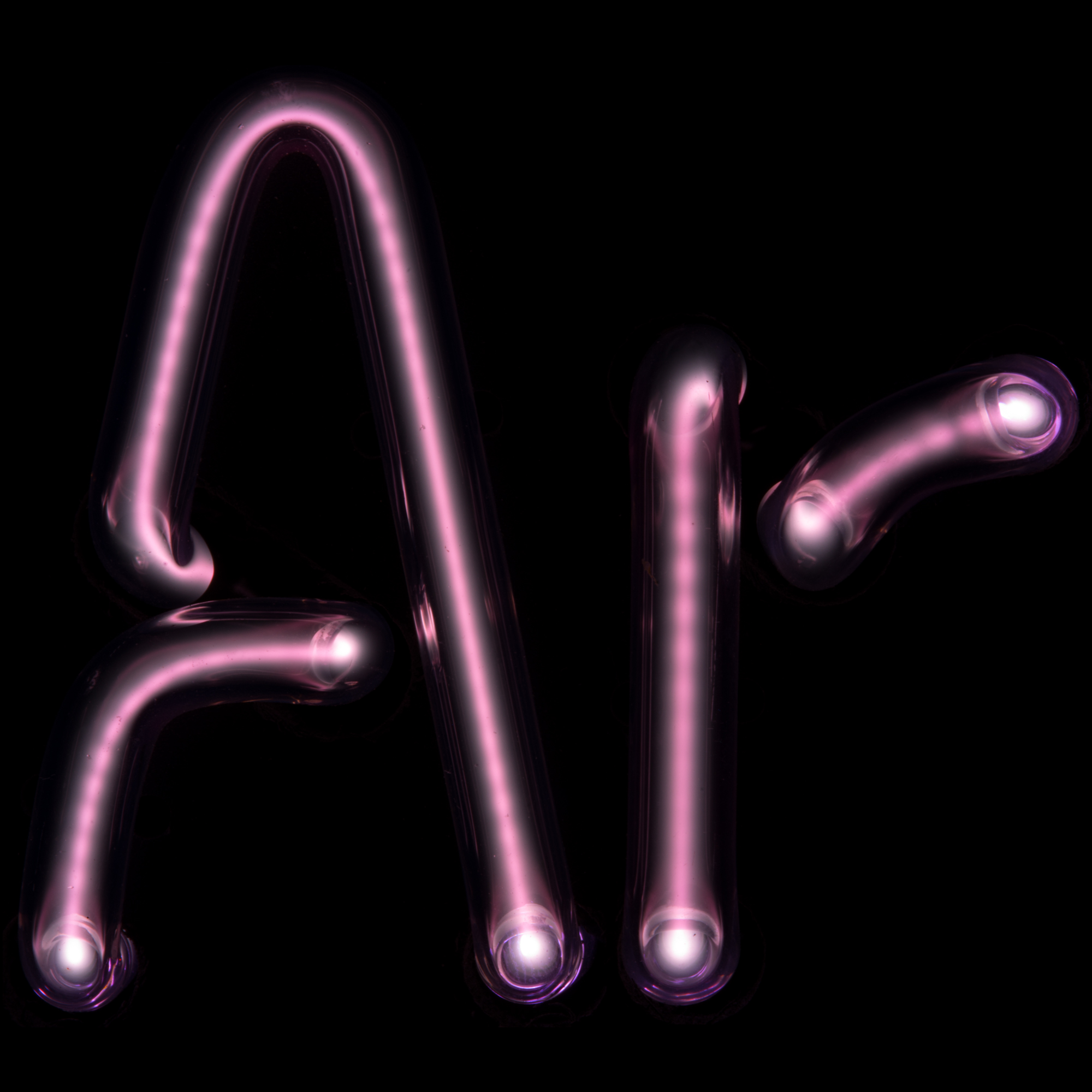
Argonová výbojka

- Inertních vlastností argonu se využívá především při svařování kovů, kde tvoří ochrannou atmosféru kolem roztaveného kovu a zabraňuje vzniku oxidů a nitridů a tím zhoršování mechanických vlastností svaru.

- V metalurgii se ochranná atmosféra argonu nasazuje při tavení slitin hliníku, titanu, mědi, platinových kovů a dalších.

- Růst krystalů superčistého křemíku a germania pro výrobu polovodičových součástek pro výpočetní techniku se uskutečňuje v atmosféře velmi čistého argonu.

- Argon se ve směsi s dusíkem používá jako ochranná atmosféra žárovek a jako prostředí pro uchovávání potravin. V této směsi se také používá k plnění sáčků (například brambůrků), které jsou takto ochráněny před zvlhnutím a před rozmačkáním.

- Čistého argonu se používá ve výbojkách, elektrických obloucích a doutnavých trubicích, kde podle koncentrace dokáže vytvořit červenou, fialovou, modrou a bílou barvu.

- Výrazný přínos pro analytickou chemii znamenal objev a technické zvládnutí práce s dlouhodobě udržitelným plazmatem, indukčně vázaným plazmatem, označovaným obvykle zkratkou ICP. Jako nejvhodnější médium pro přípravu tohoto plazmatu se ukázal právě čistý argon. Proudící plyn o průtoku 10 – 20 l/min je přitom ve speciálním hořáku buzen vysokofrekvenčním proudem o frekvenci řádově desítek MHz a příkonu 0,5 – 2 kWh. Tímto způsobem je možno udržet argonové plazma o teplotě 6 – 8000 K po téměř neomezenou dobu. V současné době se toto médium uplatňuje ve dvou analytických technikách:
- ICP-OES neboli optická emisní spektrometrie s indukčně vázaným plazmatem, která vychází ze skutečnosti, že při teplotě nad 6 000 K je vybuzena velká většina emisních čar ve spektrech prvků. Analyzovaný roztok je dávkován do plazmatu, kde se okamžitě odpaří a dojde k disociaci všech chemických vazeb. Kvalitním monochromátorem jsou pak monitorovány úseky emisního spektra, ve kterých se nacházejí emisní linie analyzovaných prvků. Změřená intenzita emitovaného záření o vlnové délce emisní line je úměrná koncentraci měřeného prvku v roztoku.
- ICP-MS neboli hmotnostní spektrometrie s indukčně vázaným plazmatem, kde se využívá faktu, že většina atomů, které se k plazmatu dostanou, je vysokou energií toho prostředí ionizována za vzniku iontů M+. Vzniklé ionty jsou poměrně komplikovaným systémem přechodových komor převedeny do prostředí o tlaku řádově 10−5 Torr a dále do klasického kvadrupolového analyzátoru. Analyzátor provede několik set až několik tisíc skenů počtu iontů na zvolených hodnotách hmotností atomů a vyhodnotí obsahy prvků v měřeném roztoku na základě získané intenzity signálu.